# Nørre Alslev Kirke
Nørre Alslev Kirke är en kyrka som är belägen i Nørre Alslev på norra delen av ön Falster.

## Kyrkobyggnaden
Kyrkan är uppförd omkring år 1308 och består av ett långhus med kyrktorn i väster och ett smalare kor i öster. Vid långhusets sydvästra sida finns ett vapenhus.
Kyrkorummet har försetts med kalkmålningar i tre olika perioder. Målningar, utförda av den så kallade Elmelundemästaren, har tillkommit vid slutet av 1400-talet.

## Inventarier
- Dopfunten av kalksten är tillverkad på Gotland omkring år 1300. Tillhörande dopfat är tillverkat i södra Tyskland omkring år 1575.
- Predikstolen är tillverkad år 1643 av Jørgen Ringnis.
- Altartavlan är tillverkad av Jørgen Ringnis.

## Galleri

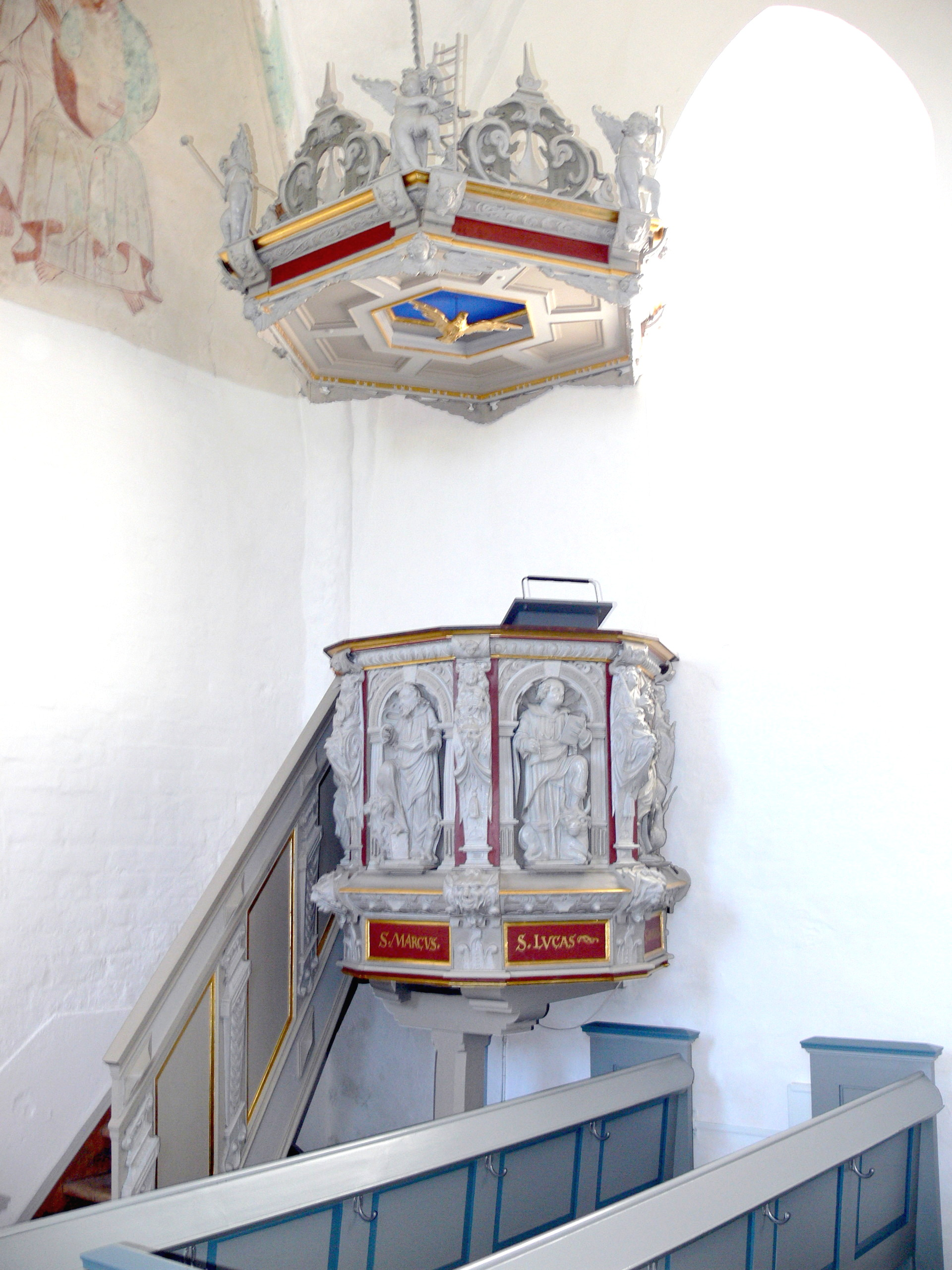
Predikstol.
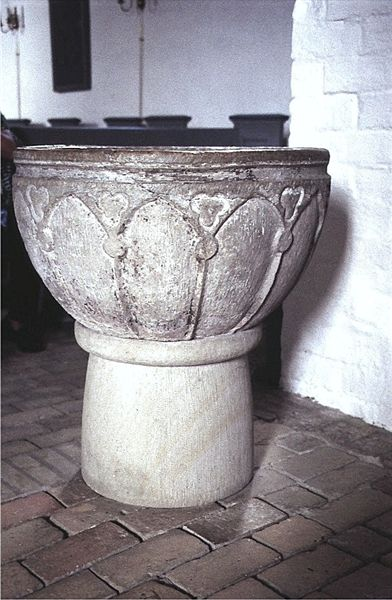
Dopfunt.
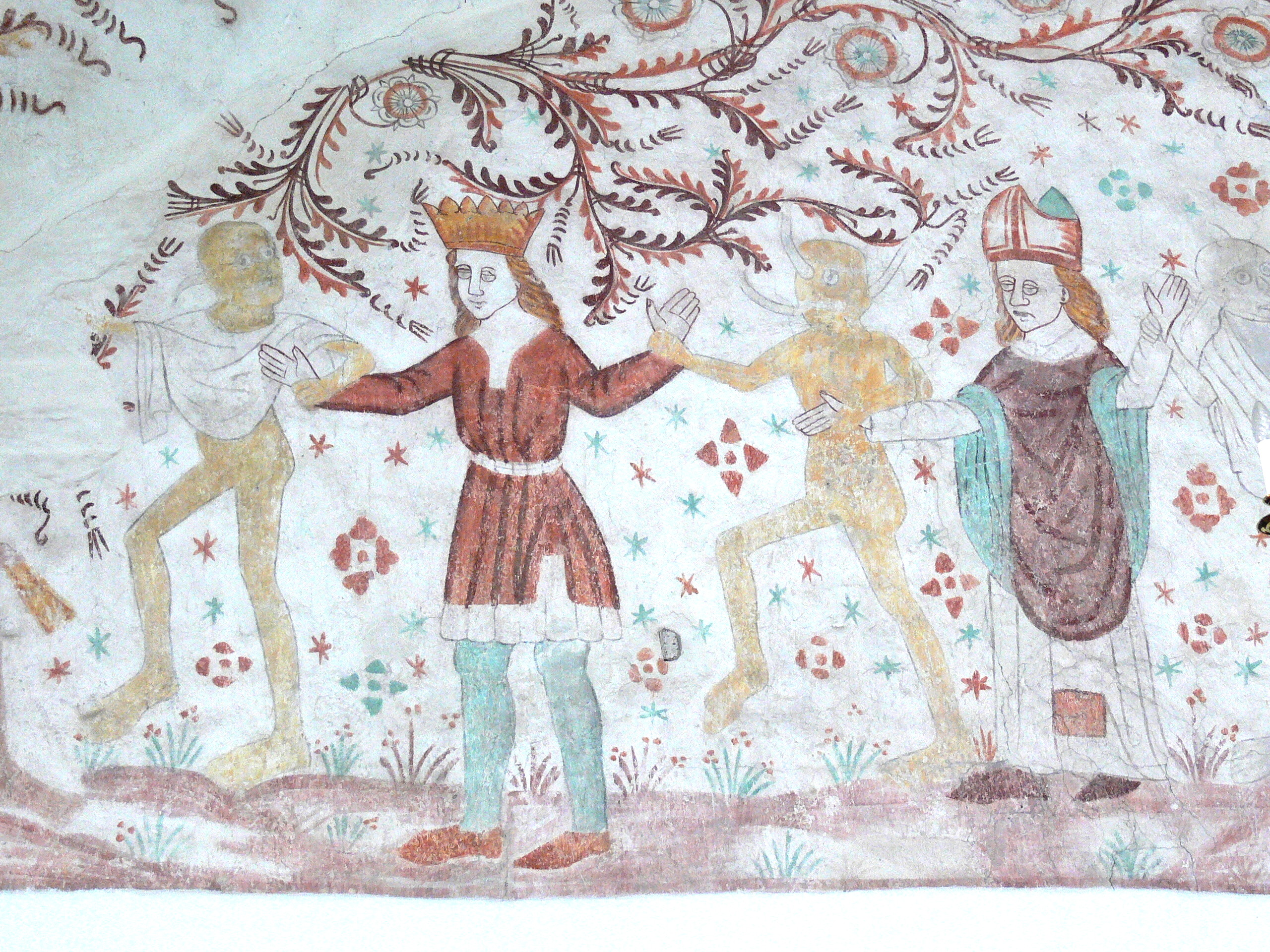
Kalkmålning.